# Alexander Burgener
Pour les articles homonymes, voir Burgener.
Alexander Burgener, né le 10 janvier 1845 à Eisten dans la vallée de Saas-Fee en Valais et mort le 8 juillet 1910 à la Jungfrau dans les Alpes bernoises, est un guide de haute montagne suisse, auteur d'une quarantaine de premières ascensions dans les Alpes.

## Biographie
Dès ses dix-huit ans, Alexander Burgener se forge une solide réputation de chasseur de chamois. Son expérience de la montagne et sa puissante carrure, le font engager comme guide par des touristes anglais férus de conquêtes alpines. Avec ses clients, il s'exprime relativement bien en anglais mais recourt également à l'allemand. C'est un catholique fervent mais, étant superstitieux, il croit aussi aux bons ou mauvais esprits.
Il rencontre Clinton Thomas Dent en 1868 et les deux hommes envisagent rapidement de grandes entreprises alpines. Il réalise ensuite des ascensions qui marquent, après la conquête des grands sommets des Alpes de 1855 à 1877, le début de la conquête des sommets secondaires difficiles. Pour atteindre le sommet du Grand Dru, pas moins de dix-huit tentatives sont nécessaires, échelonnées entre 1873 et 1878. En 1881, l'ascension de l'aiguille du Grépon concrétise le passage de l'alpinisme-exploration à l'« alpinisme acrobatique ».

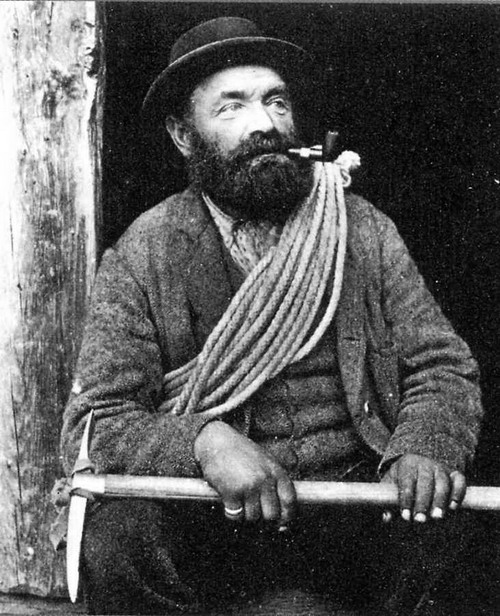
Alexander Burgener.

Il devient le guide attitré d'Albert Frederick Mummery. Pour nombre de ses ascensions, il est aussi accompagné par son ouvrier agricole, Benedikt Venetz, grimpeur d'une grande agilité. Mary Mummery raconte qu'Alexander Burgener avait de nombreuses « croyances étranges », en particulier sur l'existence des fantômes et le fait que les femmes pouvaient grimper. Il la convainquit de participer à la première ascension de l'arête du Diable au Täschhorn, au cours de laquelle il encouragea cette dernière (qu'il assurait à la main selon la technique de l'époque) dans un passage difficile : « Allez-y, d'où je suis je pourrais tenir une vache ».
Par la suite, Albert F. Mummery, s'étant tourné vers l'alpinisme sans guide, il se rend en Amérique du Sud en compagnie du grimpeur allemand Paul Güssfeldt et, en 1884, dans le Caucase avec l'explorateur hongrois Maurice de Déchy.
En septembre 1907, il est victime d'un accident à l'arête du Diable (Teufelsgrat) au Täschhorn. Il est trahi par une prise qui se détache, fait une chute et se retrouve suspendu par la corde tendue par son client. Il en est quitte avec une fracture du bras et de graves contusions à la jambe. Une caravane de secours est alors organisée pour le ramener à Zermatt.
En 1910, il est enseveli à 64 ans par une avalanche près de la Berglihütte dans les Alpes bernoises.

## Premières ascensions
- 1870 - Sudlenspitze avec Clinton Thomas Dent
- 1870 - Lenzspitze avec Clinton Thomas Dent et Franz Burgener, en août
- 1871 - Portjengrat
- 1873 - Arête sud-est du Zinalrothorn avec Clinton Thomas Dent
- 1878 - Grand Dru avec Clinton Thomas Dent, James Walker Hartley et Kaspar Maurer, le 12 septembre
- 1879 - Sonnighorn avec Albert Frederick Mummery
- 1879 - Dürrenhorn avec Albert Frederick Mummery, William Penhall et Ferdinand Imseng, le 7 septembre[6]
- 1879 - Arête de Zmutt au Cervin avec Albert F. Mummery, Johann Petrus et Augustin Gentinetta, le 3 septembre[7]
- 1880 - Traversée du col du Lion de Zermatt à Breuil-Cervinia avec Albert Frederick Mummery, le 6 juillet
- 1880 - Arête de Furggen au Cervin avec Albert Frederick Mummery
- 1881 - Versant Charpoua de l'Aiguille Verte par le couloir en Y avec Albert Frederick Mummery, le 30 juillet
- 1881 - Aiguille du Grépon par l'arête nord avec Albert Frederick Mummery et Benedikt Venetz, le 5 août
- 1881 - Barre des Écrins par le glacier Noir avec Paul Güssfeldt
- 1887 - Arête Küffner au mont Maudit avec Joseph Furrer et Moriz von Küffner, le 4 juillet
- 1887 - Arête du Diable (Teufelsgrat) au Täschhorn, longue course difficile avec Albert Frederick Mummery et Franz Andermatten, le 16 juillet
- 1894 - Traversée Lenzspitze-Nadelhorn avec Moriz Kuffner, en juillet

## Autres ascensions
- 1880 - Aiguille des Grands Charmoz avec Albert F. Mummery et Benedikt Venetz. En fait ils s'arrêtèrent avant le sommet, à la pointe 3 435 m, le 15 juillet[8]